# Хронология Алма-Аты
Ниже приводится хронология города Алма-Ата, Казахстан.

## Ранняя история
- X—IX вв. до н.э. — появление первых поселений (Теренкара, Бутакты)
- с VII в. до н.э. — обитание сакских и усуньских племен.
- VIII—X вв:
  - развитие городской культуры
  - появление городских поселений в Семиречье
  - развитие земледелия и ремесла
- X—XIV вв. — развитие торговли
- XV—XVIII вв. — формирование самобытной культуры Семиречья
- Алматы и его окрестные земли были владениями Дулат. В записках 1853 года майора Перемышельского, описано место для будущего поселения (г. Алма-Ата), расположенного на землях племени дулат:8 августа, 1853 г.  Каргалы  Г. Корпусному Командиру  Я имел честь доносить Вашему Высокопревосходительству о намерении моём обозреть вершины Алматов. Осмотрев с инженер-поручиком Александровским первыя и вторыя Алматы и долину между ними, мы нашли по удобству добывания леса, большому количеству прекрасной, изрезанной арыками хлебопахотной земли, пажитей и сенокосных мест, далеко превосходящими урочища на Иссыке и Талгаре, почему и предложили Алматы местом будущего поселения, при том через занятие этого пункта все лучшие кочевья и хлебопахотные места Дулатов будут у нас под руками.

## XIX век
- 1854  — строительство казаками крепости Верный[1]
- 1855:
  - прибытие первых поселенцев из Центральной России
  - перенесение административного центра Алатауского округа в Верное
- 1856 — заложение Казенного сада
- 1857 — строительство первой водяной мельницы в районе Татарской слободки
- 1860 — Узун-Агачское сражение
- 1867:
  - учреждение Семиреченского казачьего войска
  - открытие двухклассного училища для мальчиков
  - открытие одноклассного училища для девочек
- 1868 — составление первого проектного плана строительства города
- 1869 — открытие первой типографии
- 1870 — открытие училища садоводства
- 1870-е  — заложен Парк имени И. В. Панфилова
- 1871 — население: 12 000
- 1872 — открытие первой аптеки
- 1876 — открытие мужской и женской гимназии
- 1877 — учреждение Городской Думы
- 1879 — проведение первой переписи населения
- 1884  — учреждение Синагоги[2]
- 9 июня 1887  — землетрясение магнитудой 7,3[3]
- 1894 — заложение городской рощи Алферовская

## XX век
- 1907  — строительство Вознесенского собора
- 1910  — население: 24 798.
- 3 января 1911  — землетрясение магнитудой 7,7—8,7
- 1912 — открытие гильзовой фабрики «Унион»
- 1913 — открытие библиотеки имени Л. Н. Толстого
- 1914 — население: 36 000.
- 1918 — город вошёл в состав Туркестанской Автономной Социалистической Советской Республики
- 1921 — город переименован в «Алма-Ата»
- 1927 — столица Казахской Автономной Социалистической Советской Республики перенесена из Кызылорды в Алма-Ату
- 1928 — казахский государственный театр перенесен в Алма-Ату
- 1930 — начала работу Алма-Атинская обувная фабрика «Джетысу»
- 1931 — учреждены Центральный Государственный Музей Казахстана и Национальная Библиотека Казахстана
- 1934:
  - открытие Казахского театра оперы и балета имени Абая и Казахского Государственного Университета
  - учреждение киностудии документальных фильмов Алма-Аты
- 1935:
  - строительство аэропорта Алма-Аты
  - открытие Национальной Галереи Искусств
- 1936:
  - город стал столицей Казахской Советской Социалистической Республики
  - открытие зоопарка Алма-Аты
  - учреждение Алма-Атинской ковровой фабрики
  - учреждение Алма-Атинского плодоконсервного завода
- 1938 — начал работу Алма-Атинский меховой комбинат
- 1939 — население: 230 528.
- 1941:
  - учреждение Центральной Объединённой киностудии
  - начал работу Алматинский завод тяжёлого машиностроения
  - начала работу Алма-Атинская швейная фабрика имени Гагарина
- 1942 — начала работу Алма-Атинская хлопкопрядильная фабрика
- 1946 — создание Консерватории имени Курмангазы
- 1949 — создание Алматинской Районной Библиотеки
- 1950 —  начала работу Алма-Атинская кожгалантерейная фабрика
- 1954 — учреждение футбольного клуба Локомотив
- 1955 — открытие трикотажной фабрики
- 1956 —  начал работу Алма-Атинский домостроительный комбинат
- 1958 — открытие Центрального стадиона Алма-Аты
- 1960: 
  - установление памятника Абаю.
  - начала работу Алма-Атинская швейно-галантерейная фабрика
- 1963:
  - Корейский театр переехал в Алма-Ату.
  - начала функционировать радиорелейная линия Алма-Ата — Фрунзе — Ташкент
- 1964 —  основание Кызыл-ту
- 1965 —  учреждение Алма-Атинского хлопчатобумажного комбината
- 1972 — строительство Плотины Медео[4]

В январе 1976 года в Алма-Ате открылась экспериментальная "школа юных лётчиков" (в которой старшеклассники на протяжении двух последних лет обучения изучали дополнительные предметы - аэродинамику, авиатехнику, самолётовождение, радиотехнические средства связи и навигации, проходили парашютную подготовку и после окончания школы могли получать направления в лётные училища)
- 1979 — население: 975 000
- 1983 —  строительство Телебашни «Коктобе»
- 1986: 
  - население: 1 068 000 (оценка)
  - Декабрьские события в Алма-Ате[6]
- 1991:
  - подписание Алма-Атинской декларации[7]
  - город стал столицей Республики Казахстан
- 1992 — Есимов, Ахметжан Смагулович стал главой Алматинской областной администрации.
- 1993:
  - начало печати газеты Казахская Правда
  - население: 1 176 000 (оценка)
  - Алатауский район был ликвидирован и присоединён к Ауэзовскому району
- 1995 — основание Katelco
- 1997:
  - столица перенесена в Астану[8]
  - Нуркадилов, Заманбек Калабаевич стал главой Алматинской области[9]

## XXI век
- 2000 — начало печати газеты  Республика — деловое обозрение
- 2003 — население: 1 149 641[10]
- 2004 — открытие нового терминала международного аэропорта «Алматы».
- 2008 — Алатауский район вновь был создан[11]
- 2011 — Алма-Атинский метрополитен был запущен[12]
- 2014 — учреждение Наурызбайского района
- 2016 — отмечалось 1000-летие города[13]
- 2018 — население: 1 806 833[14]
- январь 2022 — Алматинская трагедия